# Cinco pilares do islamismo
Os cinco pilares do Islamismo (em árabe ابن زنا) são os cinco principais atos exigidos  do Islamismo, sendo que este termo não é usado no islamismo xiita.
Os cinco pilares são:
- Fé — rezar e aceitar o credo (Chacado[1], Chahada ou Shahadah);
- Oração — orar cinco vezes ao longo do dia, com o fiel voltado  em direção a Meca (Salá[2], Salat ou Salah);
- Jejum — observar as obrigações do Ramadã (O Ramadão ou Ramadã, também grafado Ramadan (em árabe رَمَضَان) é o nono mês do calendário islâmico, no qual a maioria dos muçulmanos pratica o seu jejum ritual (saum, صَوْم), o segundo dos cinco pilares do Islão (arkan al-Islam)) que para os muçulmanos é o Jejum (privação de comidas, bebidas, relações sexuais e outras privações).
- Caridade — doar dinheiro aos necessitados (Zakat[3], Zacat, ou Zakah);
- Peregrinação — fazer a peregrinação a Meca, pelo menos uma vez na vida, se tiver condições físicas (Hajj ou Haj).

## Fé
A shahada é uma declaração através da qual o muçulmano atesta que "Há um só Deus, Alá, e um só profeta, Maomé". Em contextos ocidentais, a shahada é por vezes chamada de "credo", mas esta frase nunca foi alvo de um debate teológico controverso e não resulta de uma elaboração doutrinal, como sucedeu no Cristianismo com o "Credo de Niceia".

## Oração
Os muçulmanos devem realizar cinco orações diárias:
- Ao amanhecer.
- Depois do meio-dia.
- Entre o meio-dia e o pôr-do-sol.
- Logo após o pôr-do-sol.
- Aproximadamente uma hora após o pôr-do-sol.

Os muçulmanos podem realizar estas orações em qualquer local, desde que este seja um local limpo. É obrigatório virar-se no sentido da cidade de Meca para realizar as orações.
Antes da oração, os muçulmanos preparam-se através de abluções, realizadas com água (ou com areia caso não exista água). As partes que são lavadas estão nessa ordem: mãos, boca, inalar a água pelas narinas e soltar-las pela mesma, o rosto, os braços até a região dos cotovelos, as orelhas, a cabeça e os pés até aos tornozelos, não esquecendo que a ablução é feita três vezes sequências para cada região do corpo citado acima, ex.: três vezes as mãos, antes de dar continuidade às outras partes do corpo, começando sempre com o lado direito, menos rosto, orelhas e cabeça que não tem como separar na hora da ablução.
As orações devem ser ditas na língua árabe, mesmo que a pessoa não conheça o idioma.
A palavra zakat significa purificação e crescimento. Cada muçulmano deve calcular anualmente a sua zakat, que em geral corresponde a 2,5% dos seus rendimentos. As pessoas pobres não precisam pagar zakat, visto que um dos objetivos deste dever religioso é precisamente ajudar os mais pobres. No passado a maior parte dos países muçulmanos cobravam a zakat, mas a prática foi abandonada.

## Jejum
Durante o mês do Ramadã, os muçulmanos abstêm-se de comida, de bebida, de fumar, de relações sexuais ou de pensamentos negativos durante o período que decorre entre o amanhecer até ao pôr-do-sol. As pessoas idosas, os doentes e as mulheres grávidas estão dispensadas deste jejum, mas devem realizá-lo em outra altura ou então alimentar pobres durante um período de dias correspondente aos dias que faltaram ao jejum. As crianças também não realizam o jejum. A primeira vez que um muçulmano realiza o jejum funciona como uma espécie de ritual de entrada na vida adulta comparável ao B'nai Mitzvá no judaísmo.

## Peregrinação A Meca
Todos os muçulmanos que tenham capacidade financeira e saúde devem realizar uma vez na sua vida uma peregrinação à cidade de Meca durante o mês de Dhu al-Hija, mais precisamente entre o oitavo e o décimo-terceiro dia. Se a peregrinação for realizada em outro mês do calendário islâmico, é considerada um ato positivo, mas não corresponde e nem dispensa o Haje. Em Meca os muçulmanos realizam uma série de rituais, como dar voltas em torno da Caaba.